# Lartee Jackson
Lartee Jackson (sinh ngày 5 tháng 10 năm 1980) là một cầu thủ bóng đá người Liberia (thủ môn) hiện tại thi đấu cho Invincible Eleven. Anh cũng là một thành viên của Đội tuyển bóng đá quốc gia Liberia.